# Hans-Adam II.

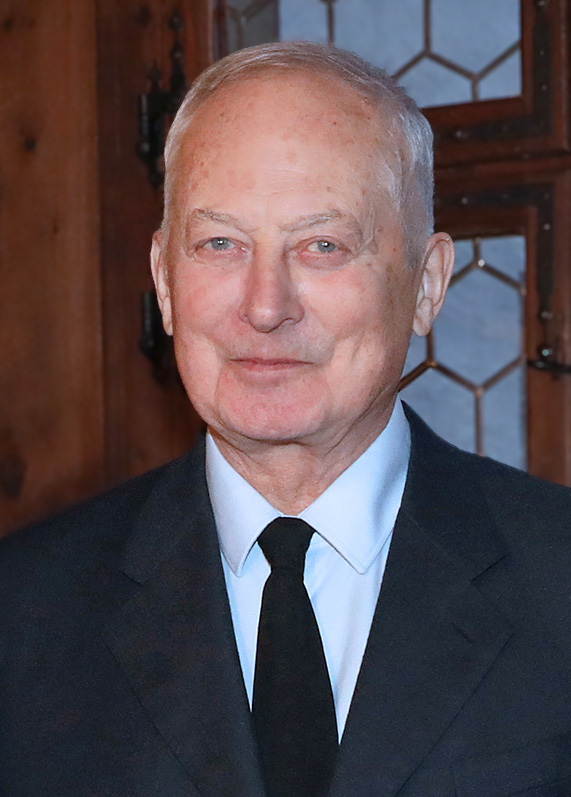
Fürst Hans-Adam II. von und zu Liechtenstein, 2025

S. D. Hans-Adam II. (vollständiger Name: Johannes Adam Ferdinand Alois Josef Maria Marco d’Aviano Pius Fürst von und zu Liechtenstein, Herzog von Troppau und Jägerndorf, Graf zu Rietberg, Regierer des Hauses von und zu Liechtenstein; * 14. Februar 1945 in Zürich, Schweiz) ist seit dem 13. November 1989 Fürst und Staatsoberhaupt Liechtensteins sowie Chef des Fürstenhauses Liechtenstein. Die Regierungsgeschäfte nimmt seit dem 15. August 2004 jedoch sein Sohn Erbprinz Alois als Prinzregent wahr.

## Biografie

### Kindheit und Ausbildung
Hans-Adam II. wurde 1945 in Zürich als Sohn des Fürsten Franz Josef II. von Liechtenstein (1906–1989) und dessen Gattin Fürstin Gina (1921–1989) geboren. Er erhielt seinen Namen nach seinem Vorfahren Fürst Johann Adam Andreas (Hans-Adam I.) und nach seinem Taufpaten Papst Pius XII. Er wuchs bei den Eltern im Fürstenhaus in Vaduz auf und absolvierte die Volksschule in Vaduz, ehe er an das Schottengymnasium nach Wien ging. 1960 ging er nach Zuoz auf das Lyceum Alpinum, wo er mit der schweizerischen Matura und dem deutschen Abitur abschloss. Er absolvierte anschliessend ein Praktikum bei einer Bank in London. 1969 schloss er das Studium an der Universität St. Gallen mit Erlangen des Lizentiates in Betriebs- und Volkswirtschaft ab.

### Ehe und Familie
Am 30. Juli 1967 heiratete der damalige Erbprinz Hans-Adam in der katholischen Stadtpfarrkirche St. Florin zu Vaduz Gräfin Marie Kinsky von Wchinitz und Tettau (1940–2021). Aus der Ehe gingen vier Kinder hervor, die den Titel Prinz (Prinzessin) von und zu Liechtenstein, Graf (Gräfin) von Rietberg und die Anrede Durchlaucht führen:
- Erbprinz Alois (* 1968) ist mit Sophie Herzogin in Bayern (* 1967) verheiratet. Sie haben vier Kinder:
  - Joseph Wenzel Maximilian Maria (* 24. Mai 1995)
  - Marie Caroline Elisabeth Immaculata (* 17. Oktober 1996)
  - Georg Antonius Constantin Maria (* 20. April 1999)
  - Nikolaus Sebastian Alexander Maria (* 6. Dezember 2000)
- Prinz Maximilian (* 1969) ist mit Angela Brown (* 1958) verheiratet. Sie haben einen Sohn:
  - Alfons Constantin Maria (* 18. Mai 2001)
- Prinz Constantin (1972–2023) war mit Gräfin Marie Kálnoky von Kőröspatak (* 1974) verheiratet. Sie haben zwei Söhne und eine Tochter:
  - Moritz Emanuel Maria (* 27. Mai 2003)
  - Georgina Maximiliana Tatiana Maria (* 23. Juli 2005)
  - Benedikt Ferdinand Hubertus Maria (* 18. Mai 2008)
- Prinzessin Tatjana von und zu Liechtenstein (* 1973) ist mit Philipp von Lattorff (* 1968) verheiratet. Sie haben sieben Kinder:
  - Lukas Maria (* 13. Mai 2000)
  - Elisabeth Marie Angela (* 25. Januar 2002)
  - Marie Teresa (* 18. Januar 2004)
  - Camilla Maria Katharina (* 4. November 2005)
  - Anna Pia Theresia Maria (* 3. August 2007)
  - Sophie Katharina Maria (* 30. Oktober 2009)
  - Maximilian Maria (* 17. Dezember 2011)

### Offizielle Aufgaben

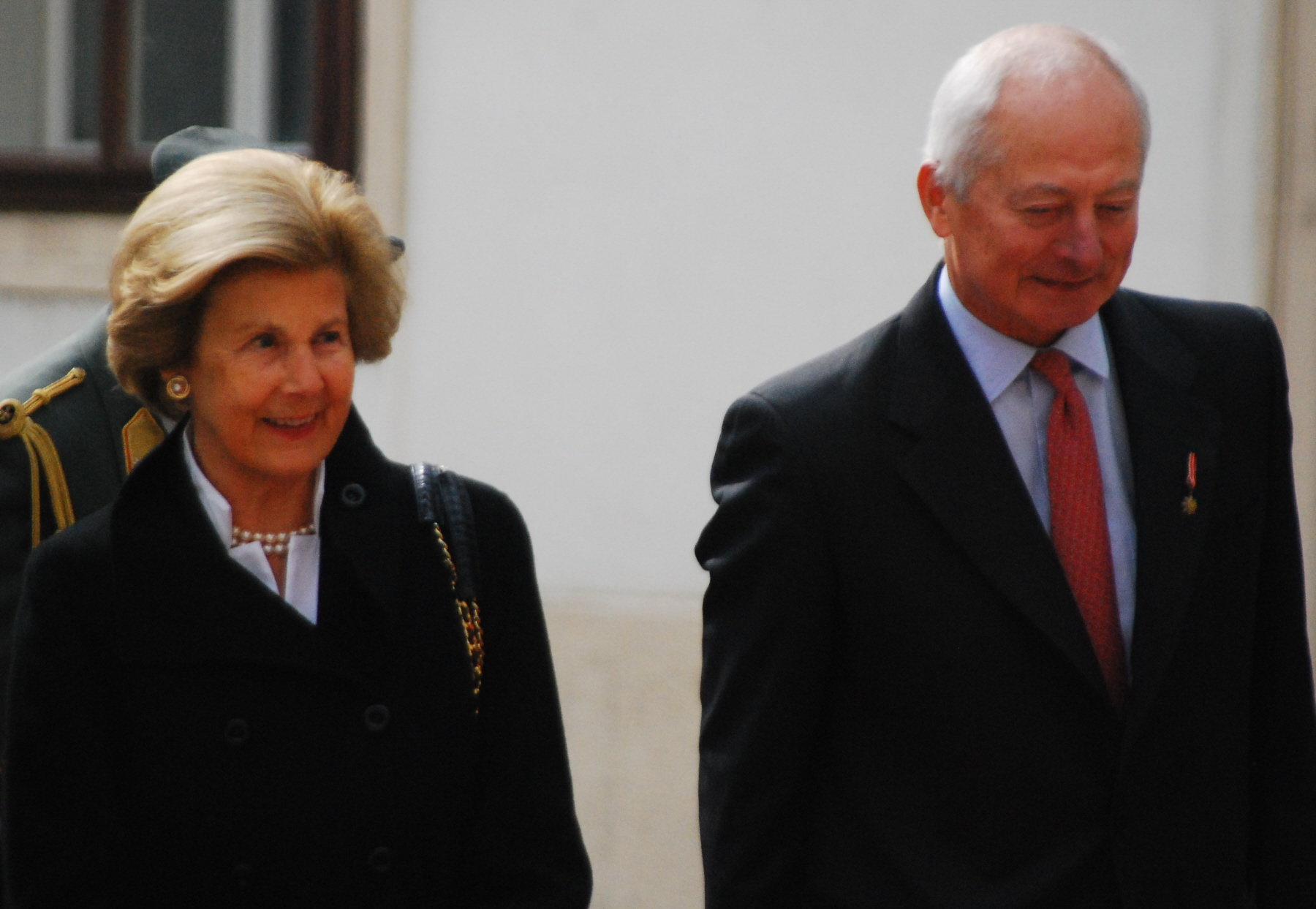
Fürst Hans-Adam II. und Fürstin Marie auf Staatsbesuch in Wien 2013

1984 wurde er als Stellvertreter seines Vaters eingesetzt. Nach dessen Tod übernahm Hans-Adam II. 1989 die Regierung. Unter seiner Führung trat Liechtenstein den Vereinten Nationen und dem EWR bei.
2003 wurde ein Vorschlag des Fürsten zur neuen liechtensteinischen Verfassung von vielen Kritikern als ein Rückschritt in den Absolutismus bezeichnet. Dem Vorschlag stimmte jedoch die Mehrheit der Bevölkerung (64,3 %) in einer Volksabstimmung zu. Hans-Adams Aussage im Wahlkampf, er werde bei einer Niederlage in der Volksabstimmung das Land nach Wien verlassen, und sein bei der Thronrede zur Eröffnung des Parlaments geäusserter, indirekter Vergleich der Kritiker des Vorschlags mit den liechtensteinischen Anhängern des Dritten Reiches sorgten auch international für Aufsehen. Am 15. August 2004 setzte er seinen Sohn Alois als seinen Stellvertreter ein und übergab ihm die Staatsgeschäfte.
Hans-Adam II. ist Ehrenmitglied der Katholischen Österreichischen Hochschulverbindung Nordgau Wien im ÖCV sowie der Katholischen Deutschen Studentenverbindung Nordgau-Prag zu Koblenz im CV. Darüber hinaus ist er Ehrenprotektor der Liechtensteinischen Akademischen Verbindung Rheinmark und Ritter des Ordens vom Goldenen Vlies in Österreich. Er ist Mitglied der Friedrich A. von Hayek-Gesellschaft und empfing 2016 den Europäischen Karlspreis der Sudetendeutschen Landsmannschaft.

## Titel, Anrede und Wappen

Wappen der fürstlichen Familie

Der volle Titel Hans-Adams II. ist gemäss dem liechtensteinischen Hausgesetz:
Fürst von und zu Liechtenstein, Herzog von Troppau und Jägerndorf, Graf zu Rietberg, Regierer des Hauses von und zu Liechtenstein.
Alle Mitglieder des Hauses haben die Anrede Durchlaucht und führen das Wappen der Fürstlichen Familie.

## Vermögen
Seit der entschädigungslosen Enteignung des Hauses Liechtenstein in der Tschechoslowakei im Jahr 1945 durch die Dekrete von Edvard Beneš blieben die mährischen Besitzungen im Eigentum des zuerst tschechoslowakischen, später des tschechischen Staates. Alle politischen und gerichtlichen Bemühungen des Fürsten Hans Adam II. – nach dem Ende der kommunistischen Diktatur 1990 – um Rückgabe des enteigneten Besitzes (neben den Schlössern Feldsberg, Eisgrub und Groß Ullersdorf noch weitere 14 Schlösser, 1.600 Quadratkilometer Land – mithin 2 % der gesamten Fläche Tschechiens und das Zehnfache der Staatsfläche Liechtensteins – sowie diverse Industriebetriebe) scheiterten am Widerstand der tschechischen Regierung, die dem Fürstentum Liechtenstein, um Beneš’ Rechtsposition beibehalten zu können, sogar die diplomatische Anerkennung als Staat versagte.
Gleichwohl zeichnet sich Fürst Hans-Adam II. durch grosse Geschäftstüchtigkeit aus und stellte die solide wirtschaftliche Grundlage seines Hauses wieder her, die durch die Enteignungen in der Tschechoslowakei von 1945 derart stark gelitten hatte, dass unter der Regentschaft seines Vaters auch die berühmte Kunstsammlung zeitweise als «Notgroschen» herhalten musste und die Familie, wie Hans-Adam es formulierte, «dem Bankrott entgegensah». Dies gelang ihm vor allem durch die Erweiterung der kleinen Bank in Liechtenstein zur Privatbank LGT Group, die er bereits vor seiner Thronbesteigung international ausrichtete und zu einem bedeutenden Bankhaus machte. Seither konnte er auch die Kunstsammlung durch Zukäufe wieder ergänzen, deren barocke Hauptwerke er 2004 im Liechtenstein Museum in Wien der Öffentlichkeit zugänglich machte; die Sammlung des 19. Jahrhunderts ist im Stadtpalais Liechtenstein untergebracht, weitere Teile der Sammlung werden in Wechselausstellungen im Kunstmuseum Liechtenstein gezeigt.
Das Vermögen des Fürstenhauses, zu dem neben Immobilien und Grundbesitz in Österreich vor allem die LGT Bank zählt, wird von der Stiftung Fürst Liechtenstein gehalten und beläuft sich nach Schätzungen auf mehrere Milliarden Franken. Laut Forbes war Hans-Adam II. mit einem Vermögen von 5 Milliarden Dollar im Jahr 2008 der sechstreichste Monarch weltweit.

## Sonstiges
Er veröffentlichte im Jahr 2009 das Buch Der Staat im dritten Jahrtausend, in dem er sich dafür aussprach, „alle Staaten in Dienstleistungsunternehmen zu verwandeln, die den Menschen auf der Basis der direkten und indirekten Demokratie sowie des Selbstbestimmungsrechtes auf Gemeindeebene dienen“. Er ist auch ein persönlicher Freund des libertär-konservativen Ökonomen und Anarchokapitalisten Hans-Hermann Hoppe.
Hans-Adam II. soll über Jahrzehnte Forschungen zu UFOs finanziert und ein großes privates Interesse an Ufologie haben. Dies gelangte durch die Tagebücher des bekannten Ufologen und Astronomen Jacques Vallée an die Öffentlichkeit, den Hans-Adam auf sein Schloss einlud. Er arbeitet auch mit dem US-amerikanischen Unternehmer Robert Bigelow zusammen, der ebenfalls UFO-Forschung finanziert. Hans-Adams Interesse an dem Phänomen soll durch eine UFO-Sichtung seiner Tante in München in den 1950er-Jahren ausgelöst worden sein.

## Vorfahren
| Ahnentafel Fürst Hans-Adam II. von und zu Liechtenstein | Ahnentafel Fürst Hans-Adam II. von und zu Liechtenstein                                                            | Ahnentafel Fürst Hans-Adam II. von und zu Liechtenstein                                                            | Ahnentafel Fürst Hans-Adam II. von und zu Liechtenstein                                                         | Ahnentafel Fürst Hans-Adam II. von und zu Liechtenstein                                                          | Ahnentafel Fürst Hans-Adam II. von und zu Liechtenstein                                                    | Ahnentafel Fürst Hans-Adam II. von und zu Liechtenstein                                                                             | Ahnentafel Fürst Hans-Adam II. von und zu Liechtenstein                                                                 | Ahnentafel Fürst Hans-Adam II. von und zu Liechtenstein                                                           |
| ------------------------------------------------------- | --- | --- | --- | --- | --- | --- | --- | --- |
| Ururgrosseltern                                         | Prinz Franz de Paula von und zu Liechtenstein (1802–1887) ⚭ 1841 Gräfin Julie Potocka (1818–1895)                  | Fürst Alois II. von Liechtenstein (1796–1858) ⚭ 1831 Gräfin Franziska Kinsky von Wchinitz und Tettau (1813–1881)   | Erzherzog Franz Karl von Österreich (1802–1878) ⚭ 1824 Prinzessin Sophie Friederike von Bayern (1805–1872)      | König Michael I. (Portugal) (1802–1866) ⚭ 1851 Prinzessin Adelheid von Löwenstein-Wertheim-Rosenberg (1831–1909) | Graf Johann Nepomuk Wilczek (1837–1922) ⚭ 1858 Gräfin Emma Emo-Capodilista (1833–1924)                     | Fürst Ferdinand Bonaventura Kinsky von Wchinitz und Tettau (1834–1904) ⚭ 1856 Prinzessin Marie von und zu Liechtenstein (1835–1905) | Graf Johann-Baptist Kinsky von Wchinitz und Tettau (1815–1868) ⚭ 1842 Iphygenia Therese Dadányi de Gyülvész (1821–1882) | Graf Georg Festetics von Tolna (1815–1883) ⚭ 1849 Gräfin Eugenie Erdődy von Monyorókerék und Monoszló (1826–1894) |
| Urgrosseltern                                           | Prinz Alfred von und zu Liechtenstein (1842–1907) ⚭ 1865 Prinzessin Henriette von und zu Liechtenstein (1843–1931) | Prinz Alfred von und zu Liechtenstein (1842–1907) ⚭ 1865 Prinzessin Henriette von und zu Liechtenstein (1843–1931) | Erzherzog Karl Ludwig von Österreich (1833–1896) ⚭ 1873 Prinzessin Marie Therese von Braganza (1855–1944)       | Erzherzog Karl Ludwig von Österreich (1833–1896) ⚭ 1873 Prinzessin Marie Therese von Braganza (1855–1944)        | Graf Johann von Wilczek (1861–1929) ⚭ 1884 Gräfin Elisabeth Kinsky von Wchinitz und Tettau (1865–1941)     | Graf Johann von Wilczek (1861–1929) ⚭ 1884 Gräfin Elisabeth Kinsky von Wchinitz und Tettau (1865–1941)                              | Graf Zdenko Kinsky von Wchinitz und Tettau (1844–1932) ⚭ 1877 Gräfin Georgine Festetics von Tolna (1856–1934)           | Graf Zdenko Kinsky von Wchinitz und Tettau (1844–1932) ⚭ 1877 Gräfin Georgine Festetics von Tolna (1856–1934)     |
| Grosseltern                                             | Prinz Alois von und zu Liechtenstein (1869–1955) ⚭ 1903 Erzherzogin Elisabeth Amalie von Österreich (1878–1960)    | Prinz Alois von und zu Liechtenstein (1869–1955) ⚭ 1903 Erzherzogin Elisabeth Amalie von Österreich (1878–1960)    | Prinz Alois von und zu Liechtenstein (1869–1955) ⚭ 1903 Erzherzogin Elisabeth Amalie von Österreich (1878–1960) | Prinz Alois von und zu Liechtenstein (1869–1955) ⚭ 1903 Erzherzogin Elisabeth Amalie von Österreich (1878–1960)  | Graf Ferdinand von Wilczek (1893–1977) ⚭ 1921 Gräfin Norbertine Kinsky von Wchinitz und Tettau (1888–1923) | Graf Ferdinand von Wilczek (1893–1977) ⚭ 1921 Gräfin Norbertine Kinsky von Wchinitz und Tettau (1888–1923)                          | Graf Ferdinand von Wilczek (1893–1977) ⚭ 1921 Gräfin Norbertine Kinsky von Wchinitz und Tettau (1888–1923)              | Graf Ferdinand von Wilczek (1893–1977) ⚭ 1921 Gräfin Norbertine Kinsky von Wchinitz und Tettau (1888–1923)        |
| Eltern                                                  | Fürst Franz Josef II. (1906–1989) ⚭ 1943 Gräfin Georgina von Wilczek (1921–1989)                                   | Fürst Franz Josef II. (1906–1989) ⚭ 1943 Gräfin Georgina von Wilczek (1921–1989)                                   | Fürst Franz Josef II. (1906–1989) ⚭ 1943 Gräfin Georgina von Wilczek (1921–1989)                                | Fürst Franz Josef II. (1906–1989) ⚭ 1943 Gräfin Georgina von Wilczek (1921–1989)                                 | Fürst Franz Josef II. (1906–1989) ⚭ 1943 Gräfin Georgina von Wilczek (1921–1989)                           | Fürst Franz Josef II. (1906–1989) ⚭ 1943 Gräfin Georgina von Wilczek (1921–1989)                                                    | Fürst Franz Josef II. (1906–1989) ⚭ 1943 Gräfin Georgina von Wilczek (1921–1989)                                        | Fürst Franz Josef II. (1906–1989) ⚭ 1943 Gräfin Georgina von Wilczek (1921–1989)                                  |
| Fürst Hans-Adam II. (* 1945)                            | | | | | | | | |

## Werke
- Der Staat im dritten Jahrtausend. van Eck Verlag, Triesen 2009. ISBN 978-3-905881-03-5.
  - Englischsprachige Ausgabe: The State in the Third Millennium. van Eck Verlag, Triesen 2009. ISBN 978-3-905881-04-2.